# Валери Дор
Валери́ До́р (итал. Valerie Dore; наст. имя: Мо́ника Сту́кки, итал. Monica Stucchi) — итальянская певица, популярная в 1980-х годах.
Её первая песня «The Night» в 1985 году достигла 5 места в Германии, 8-го в Швейцарии, 23-го во Франции, а второй сингл «Get Closer» — 12 в Германии, 11 в Швейцарии, 33 во Франции.
Также утверждается, что Valerie Dor можно рассматривать как музыкальный проект продюсера Роберто Гаспарини, поскольку вокал на первых хитах («The Night», «Get Closer» и т. д.) исполняла не сама певица. Потом, уже после того, как Гаспарини устроил для неё контракт с лейблом EMI, она начала петь сама, но для помощи ей он привлёк Симону Дзанини (итал. Simona Zanini, из групп Radiorama, Doctor’s Cat, и Raggio di Luna / Moon Ray). Как Симона Дзанини говорит,
Это было очень деликатной работой. Валери Дор, настоящее имя Моника Стукки, впервые пела (вокал на хитах как «The Night», «Get Closer» не её), и я следовала за её пением и произношением, также записывая и бэк-вокал.

## Дискография

### Синглы
- 1984 — «The Night»[англ.] (Италия: 14 место, Швейцария: 8, Германия: 5, Франция: 23, Австрия: 29)
- 1984 — «Get Closer» (Германия: 12, Италия: 12, Швейцария: 11, Франция: 33)
- 1985 — «It’s So Easy» (Италия: 13, Швейцария: 10, Германия: 51)
- 1985 — «It’s So Easy To Get Closer In The Night Megamix»
- 1986 — «Bow & Arrow»
- 1986 — «The Wizard»
- 1986 — «The Magic Rain»
- 1986 — «Guinnevere»
- 1986 — «King Arthur» (Италия: 26, Швейцария: 24)
- 1986 — «Lancelot» (Италия: 9, Германия: 36, Швейцария: 10)
- 1986 — «King Arthur / The Battle»
- 1987 — «The Sword Inside The Heart»
- 1987 — «The End Of The Story»
- 1988 — «On The Run»
- 1987 — «Wrong Direction» (Италия: 23)
- 2006 — «How do I get to Mars?»

### Альбомы
- 1986 — The Legend
- 1992 — The Best Of
- 2014 — Greatest Hits & Remixes